# Arquidiocese de Évora
A Arquidiocese de Évora (Archidiœcesis Eborensis) é uma arquidiocese da Igreja Católica em Portugal com a Sé de Évora como sede. Tem como sufragâneas a diocese de Beja e a diocese de Faro. 
Em 2007 as 158 paróquias da arquidiocese são servidas por 114 Presbíteros e 31 Diáconos Permanentes.
A Arquidiocese de Évora  detém, em conjunto com as dioceses sufragâneas, a 4ª escola teológica de Portugal, o Instituto Superior de Teologia de Évora, onde se formam os seminaristas de todos os seminários da província eclesiástica do sul e ainda das dioceses de Santiago (Cabo Verde), Mindelo (Cabo Verde), Ondjiva (Angola), S. Tomé e Principe e de Timor-Leste.
Ao serviço da evangelização digital e comunicação social, a arquidiocese, detém a Rádio Esperança e o centenário jornal A Defesa.

## História
A história da Diocese de Évora é bastante antiga. Segunda a lenda, São Manços terá sido o primeiro Bispo de Évora, porém D. Quinciano, cujo nome surge na lista dos Bispos que assinam as actas do Concílio de Elvira, em 303, é o primeiro Bispo conhecido da cidade. Da lista de Bispos lendários, cuja tradição afirma terem sido mártires, constam ainda São Brissos e São Jordão.
Em 1166, após a reconquista cristã da cidade, por Geraldo sem Pavor, foi reconstituído o Bispado, sendo a mesquita convertida em primeira Catedral. De 1166 a 1540, sucederam 33 Bispos de Évora. Nessa época, a diocese abrangia então o que hoje são os distritos de Portalegre, parte do de Santarém, os distritos de Évora, Beja e parte do de Setúbal, sendo primeiro sufragânea da Arquidiocese Primacial de Braga e depois (desde 1394) da de Lisboa.
Em 29 de setembro de 1540, o Papa Paulo III, pela Bula Gratiae Divinae Praemium elevou a Diocese de Évora à dignidade de Metrópole Eclesiástica (Arquidiocese), ficando com as dioceses de Silves e Tânger como sufragâneas, sendo seu primeiro Arcebispo o Cardeal D. Henrique (filho de D. Manuel I). O mesmo Papa separou, em 1549 e 1570, alguns territórios a norte e a leste da arquidiocese, constituindo as novas dioceses de Portalegre e Elvas, respectivamente.
Em 1770, o Papa Clemente XIV separou ainda a parte sul da arquidiocese, restaurando a antiga Diocese de Beja. Os limites da arquidiocese eborense seriam ainda modificados em 1881, recebendo o território da Diocese de Elvas (extinta pelo Papa Leão XIII), e em 1975, quando o Papa Paulo VI procedeu a alguns ajustes territoriais, derivados da criação da Diocese de Setúbal, ficando a Arquidiocese com os limites actuais.
A Sé Catedral de Évora recebeu a dignidade de Basílica Menor. Desde 1540 aos dias de hoje sucederam 28 Arcebispos de Évora. A Arquidiocese tem como sufragâneas as dioceses de Beja e do Algarve. Presentemente a arquidiocese está dividida em nove vigararias (uma subdivisão que, por vezes, em outras dioceses tem o nome de arciprestado), contando 158 paróquias.
Em 8 de janeiro de 2008, o Papa Bento XVI anunciou a nomeação de D. José Francisco Sanches Alves para Arcebispo Metropolitano de Évora, tendo a entrada solene na Catedral decorrido no dia 17 de fevereiro seguinte.
Em 2018, o Papa Francisco, nomeou D. Francisco Senra Coelho Arcebispo Metropolitano de Évora, tomando posse no dia 2 de setembro do mesmo ano. À data da tomada de posse de D. Francisco Senra Coelho, a Arquidiocese de Évora possuía dois arcebispos eméritos: D. Maurílio de Gouveia (que acabou por falecer, vitima de doença prolongada, no ano seguinte) e D. José Alves. O Bispo Emérito da Diocese do Algarve, D. Manuel Madureira Dias, reside na Arquidiocese de Évora, para a qual foi ordenado presbítero onde foi exerceu o ministério sacerdotal até à sua nomeação para Bispo do Algarve.

## Ordinários

### Bispos de Ebora
1. São Manços (lendário)
2. São Brissos (lendário) (?-c. 312)
3. São Jordão (lendário)
4. Quinciano (303-314)
5. Juliano (566)
6. Zósimo (I) (597)
7. Sicisclo ou Secisclo (633-646)
8. Abiêncio (653)
9. Zósimo (II) (656)
10. Pedro (666)
11. Tructemundo ou Tractemundo (681-688)
12. Arcôncio ou Andrôncio (693)
13. Mentélio (711)
14. Justino (715)

### Bispos de Évora
1. Soeiro (I) (1166-1179)
2. Fernando (I) (1179)
3. Paio (1180-1204)
4. Soeiro (II) (1204-1229)
5. Fernando (II) (1230-1235)
6. Martinho (I) Pires (1237-1266)
7. Durando Pais (1267-1283)
8. Domingos Anes Jardo (1284-1289), depois bispo de Lisboa e chanceler de D. Dinis
9. Pedro (I) Colaço (1289-1297)
10. Fernando (III) Martins (1297-1313)
11. Rodrigo Pires (1313), eleito
12. Geraldo Domingues (1314-1321), antes bispo do Porto
13. Gonçalo Pereira (1321), eleito, depois bispo de Lisboa e arcebispo de Braga
14. Pedro (II) (1322-1340)
15. Martinho (II) Afonso (1341-1347)
16. Afonso (I) Dinis (1347-1352), antes bispo da Guarda
17. João (I) Afonso (1352-1355)
18. João (II) Gomes de Chaves (1355-1368)
19. Martinho (III) Gil de Basto (1368-1382)
20. João (III) Anes (do Amaral) (1382-1404)
21. Martinho (IV) (1404-1406)
22. Diogo Álvares de Brito (1406-1415), depois arcebispo de Lisboa
23. Álvaro (I) Afonso (1415-1419)
24. Pedro (III) de Noronha (1419-1423), depois arcebispo de Lisboa
25. Vasco (I) (1423-1426)
26. Álvaro (II) de Abreu Falcão (1429-1440)
27. Vasco (II) Perdigão (1443-1463)
28. Jorge da Costa, Cardeal de Alpedrinha (1463-1464)
29. Luís Pires (1464-1468)
30. Álvaro (III) Afonso (1468-1471), antes bispo de Silves
31. Garcia de Menezes (1471-1484)
32. Afonso (II) de Portugal (1485-1522), filho de Afonso, conde de Ourém
33. Cardeal Infante D. Afonso (III) de Portugal (1523-1540), antes bispo da Guarda e de Viseu e ainda arcebispo de Lisboa em acumulação com o cargo de bispo de Évora

### Arcebispos de Évora
1. Cardeal Infante D. Henrique, o Cardeal-Rei (1540-1564)
2. D. João (I) de Melo e Castro (1565-1574)
3. Cardeal Infante D. Henrique, o Cardeal-Rei, de novo (1575-1578)
4. D. Teotónio de Bragança, S.J. (1578-1602), antes bispo de Fez
5. D. Alexandre de Bragança (1603-1608)
6. D. Diogo de Sousa (I) (1610), antes bispo de Miranda
7. D. José (I) de Melo (1611-1633)
8. D. João (II) Coutinho (1636-1643)
9. D. Pedro de Lencastre, antes bispo da Guarda e depois arcebispo de Braga e 5.º Duque de Aveiro, não confirmado pelo Papa
10. D. Diogo de Sousa (II) (1671-1678)
11. D. Frei Domingos de Gusmão, O.P. (1678-1689), antes bispo de Leiria
12. D. Luís da Silva Teles (1691-1703)
13. D. Simão da Gama (1703-1715), antes bispo do Algarve
14. D. Frei Miguel de Távora, O.S.A. (1741-1759)
15. Cardeal D. João (III) Cosme da Cunha, C.R.S.A. (1760-1783)
16. D. Joaquim (I) Xavier Botelho de Lima (1784-1800)
17. D. Frei Manuel (I) do Cenáculo Vilas-Boas (1802-1814), antes bispo de Beja
18. D. Frei Joaquim (II) de Santa Clara Brandão, O.S.B. (1816-1818)
19. D. Frei Patrício da Silva, O.S.A. (1819-1825)
20. D. Frei Fortunato de São Boaventura, O.Cist. (1832-1844)
  - Manuel Pires de Azevedo Loureiro (1840-1842), por ausência do governador e vigário capitular, sede vacante, administrador apostólico
21. D. Francisco (I) da Mãe dos Homens Anes de Carvalho (1846-1859)
22. D. José (II) António da Mata e Silva (1860-1869)
23. D. José (III) António Pereira Bilhano (1870-1890)
24. D. Augusto Eduardo Nunes (1891-1920)
25. D. Manuel (II) Mendes da Conceição Santos (1921-1955)
26. D. Manuel (III) Trindade Salgueiro (1955-1965)
27. D. Frei David de Sousa, O.F.M. (1965-1981)
28. D. Maurílio Jorge Quintal de Gouveia (1981-2008)
29. D.José (IV) Francisco Sanches Alves (2008 - 2018)
30. D. Francisco (II) José Villas-Boas Senra de Faria Coelho (2018 - Atual)

## Seminários
- Seminário Maior de Évora;
- Seminário Missionário Arquidiocesano Redemptoris Mater de Évora (caminho neo catecumenal).
- Seminário Menor de Vila Viçosa;

## Vigararias
- Vigararia de Alcácer do Sal:

Paróquias de: Nossa Senhora da Assunção - Aguiar; Santa Maria do Castelo - Alcácer do Sal; Santiago - Alcácer do Sal; Santíssimo Salvador - Alcáçovas; São Martinho - Casebres; São João Baptista - Palma; Santa Susana; São Romão do Sado; Santa Catarina - Sítimos; Nossa Senhora da Assunção - Torrão; Nossa Senhora do Monte - Vale do Guizo; Nossa Senhora da Anunciação - Viana do Alentejo
- Vigararia de Arraiolos:

Paróquias de: Santo António - Alcôrrego; Santa Margarida - Aldeia Velha;Nossa Senhora dos Mártires - Arraiolos; Nossa Senhora da Orada - Avis;São Sebastião - Benavila; Nossa Senhora das Brotas; Nossa Senhora da Purificação - Cabeção, São Barnabé - Ervedal; São Brás - Figueira e Barros; Santa Maria - Foros de Arrão; São Pedro - Gafanhoeira; São Lourenço - Galveias; Nossa Senhora da Consolação - Igrejinha; São Domingos - Maranhão; Santo Ildefonso - Montargil; Nossa Senhora da Graça - Mora; São Paulo - Pavia; Santa Justa; São Gregório; São Saturnino - Valongo; Nossa Senhora da Encarnação do Sobral - Vimieiro
- Vigararia de Coruche:

Paróquias de: Nossa Senhora da Graça - Azervadinha; Nossa Senhora da Paz - Benavente; São João de Deus - Biscainho; Nossa Senhora da Conceição - Branca; Nossa Senhora do Castelo - Coruche; São João Baptista - Coruche; Santo António - Couço; São Mateus - Erra; Santo António - Fajarda; São José da Lamarosa; São Pedro - Rebocho; Nossa Senhora da Oliveira - Samora Correia; Santa Justa; Santana do Mato; Santo Estêvão
- Vigararia de Elvas:

Paróquias de: Nossa Senhora da Graça - Assumar; Nossa Senhora da Graça - Barbacena; Nossa Senhora da Expectação - Campo Maior; São João Baptista - Campo Maior; Santa Maria de Alcáçova - Elvas; Nossa Senhora da Assunção - Elvas; Senhor da Boa Fé - Elvas; Santíssimo Salvador - Elvas; Santa Luzia - Elvas; São Pedro - Elvas; Santa Maria da Graça - Monforte; Santo Aleixo; Nossa Senhora do Rosário - São Vicente e Ventosa; Santo António - Terrugem; Santo António - Vaiamonte; São Brás - Varche; São João Baptista - Vila Boim; Nossa Senhora da Conceição - Vila Fernando
- Vigararia de Estremoz:

Paróquias de: Santo António - Arcos; Nossa Senhora da Graça - Cano; Nossa Senhora da Graça - Casa Branca; Santa Maria - Estremoz; Santo André - Estremoz; Santa Maria - Evoramonte; Nossa Senhora da Atalaia - Fronteira; Nossa Senhora da Glória; Santa Vitória do Ameixial; Santo Amaro; Santo Estêvão; São Bento de Ana Loura; São Bento do Ameixial; São Bento do Cortiço; São Domingos de Ana Loura; São Lourenço de Mamporcão; Nossa Senhora da Graça - Sousel; São Saturino - Vale de Maceiras; Rei Salvador - Veiros
- Vigararia de Évora:

Paróquias de: São Bento - Azaruja; Nossa Senhora da Boa Fé; Nossa Senhora da Assunção (Sé) - Évora; Nossa Senhora Auxiliadora - Évora; Nossa Senhora da Boa Esperança - Canaviais(Évora); Nossa Senhora de Fátima - Évora; Senhora da Saúde - Évora; Santo Antão - Évora; São Brás - Évora; São Mamede - Évora; São Pedro - Évora; São Sebastião da Giesteira; Nossa Senhora da Graça do Divor; Nossa Senhora de Guadalupe; Nossa Senhora de Machede; São Manços; São Miguel de Machede; Nossa Senhora do Rosário - Torre dos Coelheiros; Nossa Senhora da Assunção - Tourega; Vendinha - São Vicente
- Vigararia de Montemor-o-Novo:

Paróquias de: Nossa Senhora da Conceição - Cabrela; Nossa Senhora da Fátima - Ciborro; São Tiago - Escoural; Nossa Senhora da Nazaré - Landeira; Nossa Senhora da Assunção - Lavre; Nossa Senhora do Bispo - Montemor-o-Novo; Nossa Senhora da Vila - Montemor-o-Novo; Santa Sofia; São Cristóvão; São Geraldo; São Mateus; Nossa Senhora da Natividade - Silveiras; Nossa Senhora de Fátima - Vale de Figueira; Santo António - Vendas Novas; São Domingos Sávio - Vendas Novas
- Vigararia de Reguengos de Monsaraz:

Paróquias de: São Lourenço - Alqueva; Nossa Senhora das Neves - Amieira; Sagrado Coração de Jesus - Campinho; São Marcos do Campo; São Pedro do Corval; São Brás - Granja; Nossa Senhora da Luz; Santa Maria da Lagoa - Monsaraz; São Julião - Monte do Trigo; Nossa Senhora das Candeias - Mourão; Nossa Senhora da Assunção - Oriola; Nossa Senhora da Lagoa - Portel; Santo António - Reguengos de Monsaraz;Santana; São Bartolomeu do Outeiro; Vera Cruz
- Vigararia de Vila Viçosa:

Paróquias de: Nossa Senhora da Conceição (Alandroal); Santa Ana - Bencatel; Nossa Senhora das Neves do Sobral - Borba; São Bartolomeu - Borba; São Romão - Ciladas; Nossa Senhora do Loreto - Juromenha; Nossa Senhora do Monte Virgem; Santo António - Montes Juntos e Capelins; Nossa Senhora da Assunção - Montoito; Nossa Senhora da Orada; Santa Catarina - Pardais; Nossa Senhora da Anunciação - Redondo; Nossa Senhora do Rosário; São Tiago do Rio de Moinhos; Santa Susana; Santiago Maior; São Brás dos Matos; São Pedro - Terena; Nossa Senhora da Conceição - Vila Viçosa; São Bartolomeu - Vila Viçosa

## Meios de Comunicação
- Jornal A Defesa;
- Rádio Esperança;
- SIRE - Gráfica Eborense.

## Escutismo
1. Corpo Nacional de Escutas - Escutismo Católico Português: Região de Évora